# Dzsog-vízesés
A Dzsog-vízesés (kannada nyelven:  ಜೋಗ್ ಜಲಪಾತ, angolul: Jog Falls, más nevein: Gerosoppa vagy Joga) az indiai Nyugati-Ghátok hegységben a Sharaváthi folyón kialakult vízesés. Karnátaka államban az SH 50-es út mellett található, Shimoga és Uttara Kannada körzetének határán. 
Az ÉK-indiai meghálajai Nohkalikai-vízesés után ez az ország 2. legnagyobb vízesése. Szabadesésének magassága 253 méter. Egy 290 m magas szakadékon esik alá négy zuhogóban. A zuhatagok nevei: Raja (Rádzsa, a Király) a legnagyobb, ezt követi a Roarer (Üvöltő), majd a Rocket (Rakéta), amely több lépcsős, és végül a Ráni (Királynő) Ezek együttesen alkotják a Dzsog-vízesést, amely nappal milliószínű szivárványban ragyog. 

## Galéria

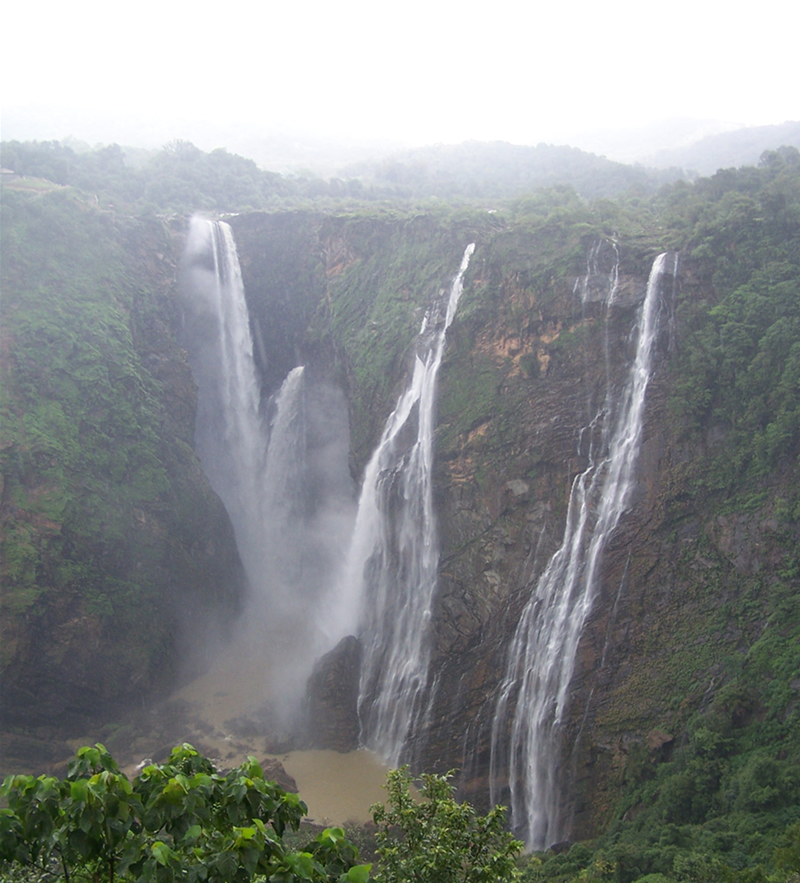
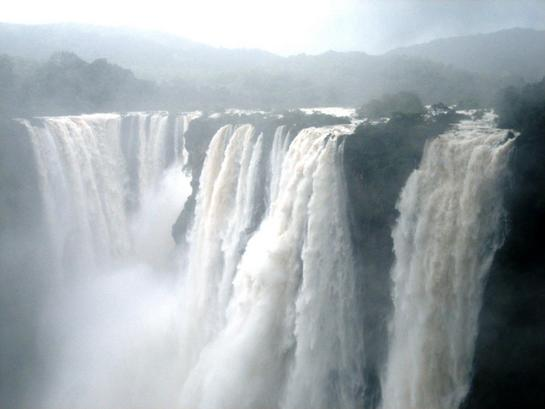
Monszun idején
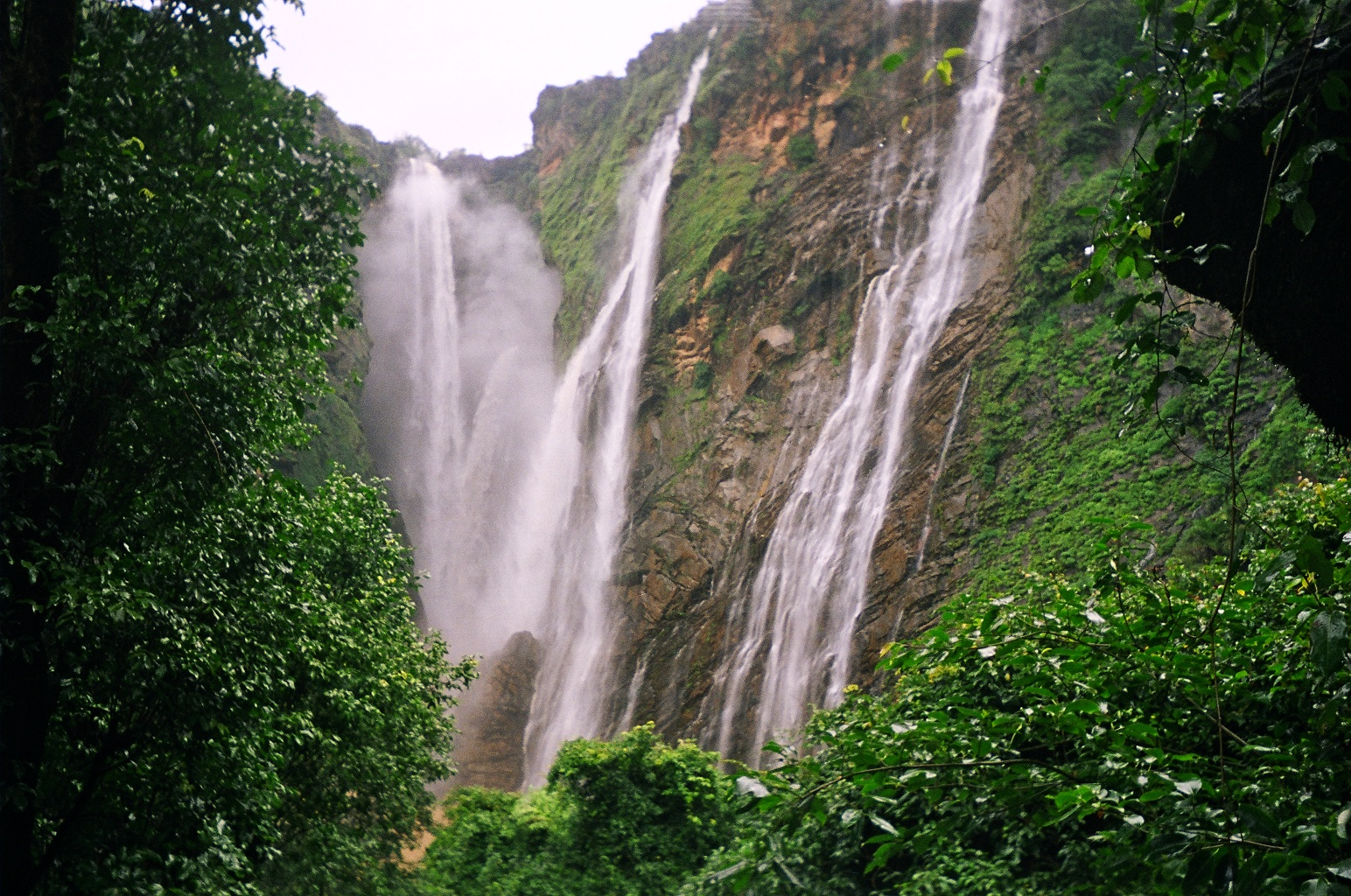

## Fordítás
Ez a szócikk részben vagy egészben  a   Jog Falls című angol Wikipédia-szócikk fordításán alapul.  Az eredeti cikk szerkesztőit annak laptörténete sorolja fel. Ez a jelzés csupán a megfogalmazás eredetét és a szerzői jogokat jelzi, nem szolgál a cikkben szereplő információk forrásmegjelöléseként.
Ez a szócikk részben vagy egészben  a   Jog Falls című német Wikipédia-szócikk fordításán alapul.  Az eredeti cikk szerkesztőit annak laptörténete sorolja fel. Ez a jelzés csupán a megfogalmazás eredetét és a szerzői jogokat jelzi, nem szolgál a cikkben szereplő információk forrásmegjelöléseként.